# 스티기올라

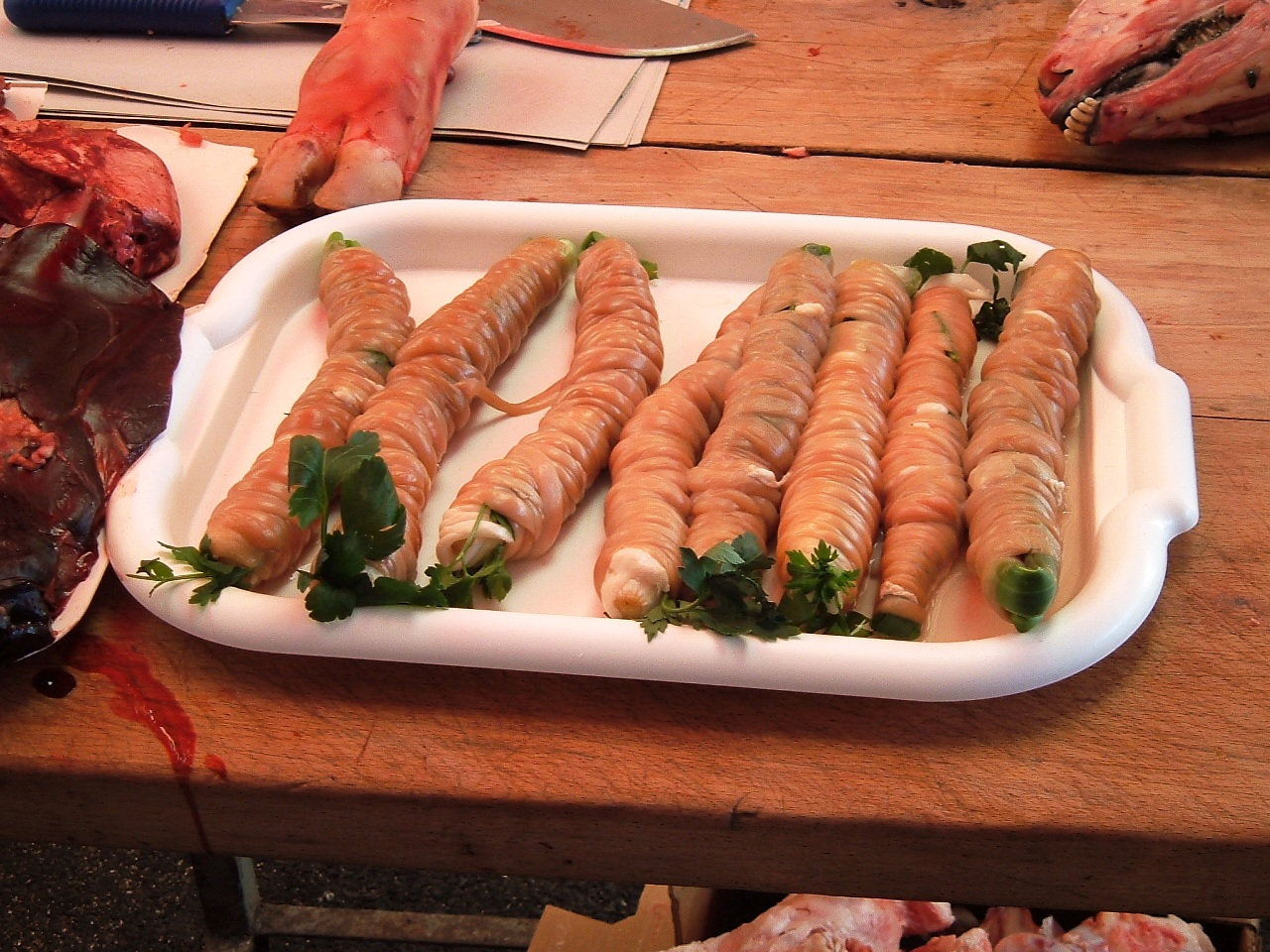
조리 전

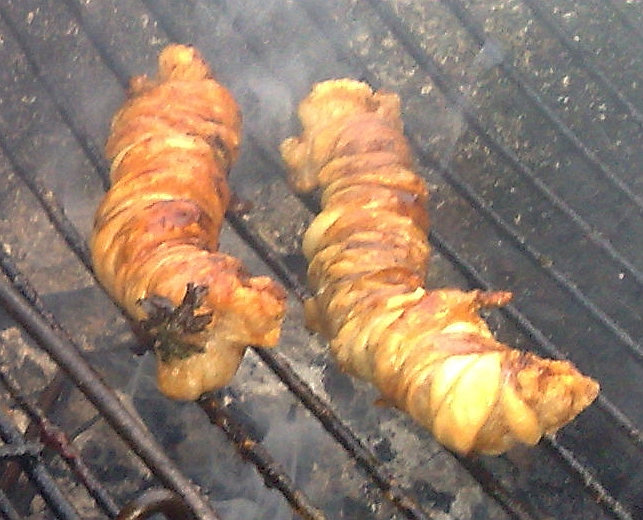
조리 중

스티기올라(Stigghiola, 복수형 Stigghiole, 시칠리아어: Stigghiuola)는 소시지의 일종으로 시칠리아 요리다. 팔레르모의 전형적인 길거리 음식이다. 스티기올라는 주로 양의 내장을 사용하지만 염소나 닭의 내장도 사용된다. 식재료는 물과 소금에 세척되고 파슬리, 양파 및 다른 잎채소 등으로 양념된다.

## 같이 보기
- 시칠리아 요리